# Jefferson Sánchez
Jefferson David Sánchez Blanco (n. Santa Marta, Colombia, 11 de diciembre de 1993) es un futbolista colombiano. Juega de portero en el Atlético Independiente de la Liga Panameña de Fútbol.

## Clubes
| Club             | País                 | Año         |
| ---------------- | -------------------- | ----------- |
| Equidad          | Colombia             | 2012-2013   |
| Andino SC        | Argentina            | 2014        |
| Sanjustino       | Argentina            | 2015        |
| Andino SC        | Argentina            | 2016        |
| Bogotá F.C.      | Colombia             | 2017-2018   |
| Llaneros F.C.    | Colombia             | 2019-2020   |
| Deportes Quindío | Colombia             | 2021        |
| Rangers          | Chile                | 2022        |
| Real Sociedad    | Honduras             | 2023        |
| Atlántico        | República Dominicana | 2024        |
| Independiente    | Panamá               | 2025 - Act. |